# Politique au Cambodge
 (février 2021).
Le système politique au Cambodge est une monarchie constitutionnelle. Son analyse oscille entre les visions positives qui s’appuient sur la mise en place d'institutions depuis le début des années 1990 qui ont pu rétablir un État proche des normes internationales et son adhésion à de nombreux organismes régionaux (ANASE…) ou mondiaux (ONU, OMC…) et d’autre part une vue plus négative qui souligne que ces changements se sont accompagnés d’une généralisation du clientélisme et de la corruption qui lui est associée, ainsi qu’une adaptation très locale des cadres juridiques imposés par la communauté internationale.

## Spécificités
Certaines notions inhérentes au contexte local peuvent de prime abord rendre malaisée la compréhension de certains aspects de la vie politique dans le royaume khmer et de la difficulté d’appliquer stricto sensu des modèles qui ne tiennent pas compte de ces spécificités.

### Étymologie des termes
Un bref aperçu des mots khmers ayant trait à la politique montre qu’ils trouvent pour la plupart des origines liées à la royauté d’essence divine de l’empire angkorien qui sont bien éloignées de celles des termes occidentaux qu’ils sont censés traduire. Ainsi le mot qui désigne le peuple signifie littéralement les sujets du roi alors qu’une loi réfère aux ordres donnés par le roi, l’assemblée nationale est un tribunal où s’exerce la justice du roi, les élections un rite invoquant les puissances surnaturelles qui devrait protéger le royaume et l’opposition une rupture de l’ordre cosmique.

### La tradition autoritaire et hiérarchique
Dans un ouvrage de 2013 sur les fondements du régime khmer rouge, Henri Locard, correspondant pour plusieurs média occidentaux aux chambres extraordinaires au sein des tribunaux cambodgiens, note, sans pour autant les justifier, de nombreuses constantes dans les différents régimes qui se sont succédé à la tête du Cambodge jusqu’à nos jours, telle la volonté renouvelée de réduire toute opposition au silence, soit par l’élimination physique, soit en annihilant leur moyen d’expression ou enfin en suscitant des défections dans leurs rangs en échange de postes honorifiques.
Une des explications avancée par Jacques Népote est que contrairement aux civilisations occidentales, et surtout américaine, où il est nécessaire de protéger l’individu contre les pouvoirs, les Asiatiques accordent aux autorités une importance primordiale, une faiblesse de ceux-ci étant assimilée au chaos. Le mode de vie des Cambodgiens est ainsi basé sur un respect des hiérarchies, que ce soit au sein du travail, de la famille ou de la société,.
Mais cette soumission comporte également des contreparties ; le supérieur doit ainsi montrer sa capacité à défendre ses subordonnées sous peine de voir ces derniers se détourner de lui et se choisir un autre protecteur. Ce phénomène, qui se répercute jusqu’aux plus hautes sphères du pouvoir, induit un comportement de clientélisme où chacun est plus soucieux d’utiliser sa position pour s’attacher ses protégés et préserver leurs intérêts plutôt que celui de l’administration qu’il est censé servir. En conséquence, l’engagement politique ne se fait pas par adhésion à une idéologie mais pour s’attacher des soutiens. À ce petit jeu, un adversaire peut rapidement devenir un allié, pour peu qu’il sache prodiguer une meilleure aide que son prédécesseur.

### L’influence du bouddhisme
Avec plus de 95 % de la population adepte du bouddhisme theravāda, le Cambodge ne peut qu’avoir du mal à assimiler certains éléments inspirés des religions abrahamiques.
Ainsi, si l’individu est au centre des préoccupations dans les sociétés occidentales, l’enseignement de Siddhartha Gautama affirme que l’homme doué de raison n’est qu’une illusion, illusion source de souffrances causées par des désirs impossibles à assouvir. Mais si l’idée que les concepts de démocratie et de respect des droits de l’homme ne seraient pas compatibles avec une société bouddhiste est parfois évoquée, elle tient surtout de la propagande de certains dirigeants pour justifier leur autoritarisme. En fait, ces notions sont favorisées dans l’enseignement prodigué par les pagodes, mais sans recourir au côté dogmatique observé en occident.
Un autre domaine susceptible de dérouter un observateur non averti concerne la notion de Karma qui pourrait induire une soumission à l’autorité, vu que ses dépositaires doivent leurs positions à la conduite vertueuse qu’ils ont menée dans leurs vies antérieures alors que les coups durs subis par d’autres seraient en fait des épreuves destinées à expier des actes erronés dans des existences passées et que toute manœuvre pour s’y soustraire conduirait à revivre les mêmes tracas dans une vie future. Sihanouk en avait d’ailleurs fait un des fondements de son socialisme bouddhique à l’époque du Sangkum, incitant les plus humbles à accepter leur condition qui était le résultat de  mauvaises actions dans leurs vies précédentes qu’ils devaient maintenant racheter ; toute tentative d’aller contre cet ordre établi conduirait à un bouleversement des règles cosmiques et par ricochet à des cataclysmes,. Mais il s’agit là aussi d’une interprétation qui ne peut avoir valeur de vérité absolue ; l’histoire du Cambodge regorge de révoltes où il n’est pas difficile de mobiliser une foule parmi les plus humbles en les convaincant que leur situation vient moins des mauvaises actions qu’ils auraient pu commettre au préalable qu’à celles bien actuelles de leurs dirigeants qu’il convient donc de renverser pour améliorer leur sort plutôt que d’attendre des bienfaits dans une hypothétique vie ultérieure.

## Contexte historique
En fait, si l’on excepte les premiers témoignages de Zhou Daguan qui montre une monarchie absolue à son apogée au XIIIe siècle et ceux d’aventuriers espagnols qui dépeignent son déclin au XVIe, les premières sources décrivant le système politique du Cambodge datent du XIXe.

### Avant le protectorat
Dans son ouvrage sur les débuts du protectorat, Alain Forest, professeur d'histoire de la péninsule indochinoise à l'université Paris-Diderot, remarque que « dans le Cambodge de la fin du XIXe siècle, et depuis longtemps déjà, l’immense machine administrative ultra-centralisée et bien huilée que dirigeait le monarque angkorien ne tourne plus. Les institutions ont perdu de leur cohésion ; seules subsistent, abâtardies et encore plus complexes, les structures de la machine ». Traditionnellement, le pouvoir est partagé entre le roi en titre qui exerce la fonction symbolique de lien avec les forces de l’au-delà et des princes qui gèrent les aspects politiques du royaume. Les fonctions séculaires sont confiées à une de ces personnes qui fait office de « double du roi »,. Chaque puissant du royaume se voit attribuer une terre (ដី, Dey) dans laquelle il est chargé de nommer et révoquer les gouverneurs des provinces qui à leur tour nomment leurs adjoints… Pour couronner le tout, chaque hiérarque envoie des représentants dans les territoires qui ne sont pas directement sous son contrôle ; ceux-ci défendent les intérêts de leur maître. Loin de s’épauler, ces différents pouvoirs s’annihilent les uns les autres. Un tel fonctionnement favorise toutes les formes de corruption et les différentes charges se monnayent, libre à leurs détenteurs - qui officiellement ne sont pas rémunérés - de se rembourser une fois nommés sur le dos de la population. Les seules régions qui échappent à ces pratiques sont les provinces pauvres qui de ce fait sont peu convoitées et celles contrôlées par d’anciens chefs de rébellion qui ont accepté en échange de leur soumission au monarque, l’intégration de leurs troupes aux forces gouvernementales et leur promotion en tant que gouverneur de leur ancien fief. Néanmoins ces charges ne se transmettent pas, ce qui évite de créer une classe de fonctionnaires et permet de faire patienter les prétendants. De ce fait, contrairement à l’Europe, l’émergence de fiefs reste rare. Le bouddhisme, qui prône un renoncement aux biens matériels et qui nécessite des fonds pour la construction des pagodes peut avoir eu une influence sur l’absence de constitution de patrimoine transmissible, mais aussi le fait que ces postes de fonctionnaires comportent une fonction honorifique qui amène à des dépenses somptuaires. À ces deux points qui empêchent d’amasser des fortunes s’ajoutent les troubles qui émaillent l’histoire du royaume khmer avec leur lot de déplacement de population qui encourage à la mobilité et pousse les Cambodgiens à s’attacher à un clan plutôt qu’à une terre. Les procès, pour leur part, se règlent alors régulièrement au profit du camp qui avait su se montrer le plus prodigue vis-à-vis des autorités, sans tenir compte d’une quelconque équité. Sur cette organisation complexe se greffe le système de patronage qui permet à tout individu de demander le soutien d’un puissant du royaume. Ce dernier perçoit les produits fiscaux et procède à la mobilisation de ses protégés en cas de conflit. En contrepartie, il leur apporte assistance en cas de litige et paye leurs impôts à leur place quand ils ne peuvent pas le faire. Ces puissants bénéficient à leur tour du soutien d’une personnalité de rang plus élevé. Au sommet de cette pyramide, on trouve régulièrement deux prétendants au trône, soutenus l'un par l’Annam, l'autre par le Siam,.

### La domination française
La mise en place du protectorat n’apportera qu’une modification mineure à ce système de patronage, les deux camps devenant chapeauté l’un par la nouvelle puissance coloniale dont le futur roi Sisowath  s’affirmera comme leur champion, l’autre se rangeant derrière Norodom, le monarque en place, rapidement en conflit avec les nouvelles autorités qui rognaient ses prérogatives et soutenu en sous-main par le Siam, inquiet de voir diminuer son influence dans la péninsule indochinoise. L’avènement de Sisowath marquera la victoire du premier camp et si des révoltes éclatent encore çà et là, elles restent limitées et leurs revendications portent plus sur des questions fiscales que sur une remise en cause du régime.
La situation n’évoluera qu’avec la seconde Guerre mondiale. La débâcle de 1940, puis les accords locaux qui donnent toute latitude d’intervention aux autorités nippones et placent le Nord-Ouest du Cambodge sous administration de leurs alliés thaïlandais remettent en cause la réputation de puissance de la France et sa capacité à « protéger » le royaume khmer. Les idées indépendantistes, bénéficiant jusqu’alors d’une audience retreinte, font leur chemin encouragées par Tokyo. En 1945, après la reddition japonaise, les Français n’ont pas les moyens de reprendre pied en Indochine sans l’aide des États-Unis qui en contrepartie exigent des réformes structurelles. Les autorités coloniales mettent en place une assemblée ou plusieurs partis ont des députés, mais son pouvoir réduit ne répond pas aux besoins d’émancipation des Cambodgiens. Concernant les formations représentées, la plupart se contentent de soutenir les réseaux de clientélisme mis en place par leurs dirigeants respectifs. Seul le parti démocrate propose un réel programme politique incluant la mise en place d’un État indépendant calqué sur la quatrième République française. De telles vues ne peuvent qu’irriter le pouvoir colonial peu enclin à se retirer. Finalement le roi Norodom Sihanouk fera sienne les idées autonomistes des démocrates sans pour autant adhérer au reste de leur programme qui ne lui prévoyait qu’un pouvoir symbolique. Ce sera en définitive lui qui obtiendra seul l’indépendance de son pays en 1953.

### L’indépendance et les guerres civiles
Mais dès 1955, le monarque abandonne son trône pour mieux se consacrer à la politique et créer sa propre formation, le Sangkum Reastr Niyum, qui monopolisera les sièges à l’assemblée et le pouvoir pendant une quinzaine d’années. Même si dans les textes l’opposition reste tolérée, dans les faits ses militants sont soit fortement incités à rejoindre le parti majoritaire soit condamnés au silence ou à la clandestinité.
Ce régime prend fin le 18 mars 1970, quand Norodom Sihanouk est déposé par l’aile droite de son parti et trouve refuge en Chine où il s’allie avec la guérilla khmère rouge qu’il combattait encore la veille. Quand bien même les nouveaux dirigeants affirment que leur action est motivée par leur opposition au pouvoir trop personnel du prince et prétendent vouloir démocratiser la vie politique cambodgienne, les dérives autoritaires, loin de s’estomper s’amplifient ; force est toutefois d’admettre que le climat de guerre civile qui embrase alors le pays ne se prête guère à une tentative de libéralisation. En 1972, sous la pression des États-Unis, principal bailleur de fonds du nouveau régime de Phnom Penh, des élections sont quand même organisées qui doivent permettre l’émergence de partis. Toutefois le semblant de pluralité ne résistera pas aux manœuvres de division et aux intimidations héritées de la période précédente ; comme aux temps du Sangkum, le parti au pouvoir raflera la totalité des sièges à l’assemblée.
Dans le camp adverse, Norodom Sihanouk est cantonné dans un rôle de pure représentation alors que sur le terrain la réalité du pouvoir est exercée par la composante khmère rouge qui très vite contrôle la majeure partie du pays. Toute personne ne serait-ce que soupçonnée de s’opposer est vouée à la mort. Les premières victimes des crimes de ce qui n’était pas encore le régime khmer rouge se compte dans les propres rangs de la guérilla parmi les communistes cambodgiens formés à Hanoï et ceux qui ont la malchance d'être considérés comme trop proches du monarque déchu.
En avril 1975, quand les partisans de Pol Pot investissent Phnom Penh, leur politique est étendue à l’ensemble du pays. Une constitution est adoptée en janvier 1976 afin de donner un semblant d’État de droit, mais les rares articles qui ne resteront pas lettre morte seront émaillés de formules ampoulées qui les vident de leur substance ; ainsi, celui sur les religions affirme qu’elles sont tolérées, « sauf les réactionnaires », ce qui dans les faits pourrait se traduire par « à l'exception de toutes celles qui existent ». Des élections auraient également eu lieu en mars de la même année, qui auraient réuni plus de trois millions d’électeurs ; toutefois les seules sources disponibles sur ce scrutin s’appuient sur les communiqués du gouvernement khmer rouge.
Mais à  la suite d’incidents de frontière, le Viêt Nam lance une offensive militaire au Cambodge à la Noël 1978. Phnom Penh tombe dès le 7 janvier et les dirigeants du Kampuchéa démocratique doivent se replier dans la jungle près de la frontière thaïlandaise. Le 11 janvier, la République populaire du Kampuchéa est proclamée. De nouvelles institutions sont mises en place, calquées sur celles du Viêt Nam qui assure  suivant les sources le rôle de protecteur ou d’occupant. Elles consacrent la prééminence de ce qui deviendra en 1981 le Parti révolutionnaire du peuple du Kampuchéa , seule formation politique autorisée, dont la direction se confond avec celle de l’État. Un gouvernement est formé pour partie de militants communistes qui avait choisi d’émigrer à Hanoï après les accords de Genève en 1954 (Pen Sovan, Chan Sy …) et d’anciens cadres khmers rouges de la région est qui avaient franchi la frontière à partir de 1977 pour échapper aux purges internes (Heng Samrin, Chea Sim, Hun Sen …). Très vite, les seconds prennent le pas sur les premiers. La raison généralement invoquée est que les anciens Khmers Issarak ayant vécu de nombreuses années au Viêt Nam, auraient eu une meilleure connaissance des réalités politiques vietnamiennes et par conséquent une plus grande aptitude à tenir tête à leurs protecteurs alors que les dissidents khmers rouges ayant le plus à perdre d'une restauration du Kampuchéa démocratique, auraient été jugés plus dociles. Les partisans de Pol Pot, pour leur part, restent soutenus par la Chine, mais également par les pays de l’ANASE, inquiets de l’émergence du Viêt Nam en tant que nouvelle puissance régionale et les pays occidentaux soucieux de ne pas laisser se développer une base prosoviétique dans la péninsule indochinoise. Le gouvernement de Phnom Penh n’est de ce fait reconnu que par les pays du COMECON, les autres prétextant sa mise en place par une armée étrangère pour refuser de le légitimer. Le représentant khmer rouge conserve le siège du Cambodge à l’ONU bien que sa formation ne contrôle plus que quelques parcelles de jungle dans son pays. Les dirigeants de Phnom Penh dévoilent pour leur part l’ampleur des massacres commis par leurs prédécesseurs alors que ces derniers accusent les premiers de n’être que des fantoches aux ordres de Hanoï. Ces deux leitmotivs vont dominer les affaires du pays khmer pendant plus d’une décennie et tout Cambodgien qui veut s’investir dans la vie politique de son pays doit choisir entre s’allier aux auteurs de crimes de masse ou soutenir l’occupation vietnamienne.
Très vite, des événements auraient pu réduire la portée de ces arguments, mais ils ne changeront pas fondamentalement la donne. C’est d’abord Son Sann, un ancien premier ministre du Sangkum, qui fonde en octobre 1979 le Front national de libération du peuple khmer (FLNPK), une nouvelle force de résistance contre la République populaire du Kampuchéa, par contre ouvertement anti-communiste, ce qui lui valut l’appui rapide d’anciens républicains khmers réfugiés à l'étranger. C’est ensuite Norodom Sihanouk qui en mars 1981 rassemble ses anciens partisans au sein du Front uni national pour un Cambodge indépendant, neutre, pacifique et coopératif (FUNCINPEC). Ces deux formations reçoivent le soutien des puissances occidentales qui avaient de plus en plus de mal à justifier devant leurs opinions publiques l’aide qu’elles apportaient aux anciens responsables du Kampuchéa démocratique. Néanmoins, sur le terrain, les Sihanoukistes et les Sonsannistes ne seront jamais autre chose qu’une force d’appoint à l’armée khmère rouge (en). Dans le camp opposé, les Vietnamiens tentent de gommer l’impression d’être les seuls maîtres à Phnom Penh en favorisant des dirigeants cambodgiens qui tout en continuant à partager leurs vues seraient plus autonomes vis-à-vis d’eux. C’est dans cette optique qu’en janvier 1985, à la mort de Chan Sy, Hun Sen accède au poste de Premier ministre à moins de 35 ans. Mais les Bộ đội resteront les seuls pendant encore des années à pouvoir empêcher un retour de Pol Pot au pouvoir.

### Les accords de paix
Alors que la situation s’enlise localement, elle va évoluer sur le plan international avec la chute du bloc soviétique - principal soutien de la République populaire du Kampuchéa - et l’ouverture de la Chine à l’économie de marché. La vogue est alors plus à la concorde qu’à poursuivre au Cambodge le financement d’une « guerre par procuration ». Chacun incite la faction qu’il soutient à entamer des pourparlers avec ses rivaux. Les tractations aboutissent aux accords de Paris sur le Cambodge de 1991 et à l’établissement d’une autorité provisoire des Nations unies (APRONUC) chargée d’administrer le pays jusqu’à la mise en place d’élections et d’une constitution.
Mais si le flou de certains textes des traités de 1991 avait permis d’aboutir à un consensus, l’interprétation qu’en fera chaque faction deviendra vite, au vu des résultats obtenus, source de frustration et de crise. L’exemple le plus criant est l’appel au « non-retour à la politique et aux pratiques du passé » qui peut inclure suivant le cas, les dérives du Kampuchéa démocratique mais aussi de l’occupation vietnamienne voire de la République khmère ou du régime sihanoukiste qui l’avait précédé. Le volet plus problématique concerne l’attente que chacun a de cette mission. L’échec du désarmement des forces khmères rouges a souvent été évoqué. Le démantèlement de l’administration de la République populaire du Kampuchéa où le plus petit fonctionnaire du plus petit village doit être membre du PRPK, devenu entre-temps le Parti du peuple cambodgien (CPP), est aussi attendu. Enfin les cadres du FUNCINPEC et du parti libéral démocratique bouddhiste (PLDB), créé par le FLNPK, dont la plupart ont émigré dès 1975 et n’ont pas directement vécu les exactions des dirigeants khmers rouges ni celles du régime pro-vietnamien, espèrent profiter de leurs connaissances des langues et des cultures occidentales pour s’imposer en intermédiaire des instances internationales dans la reconstruction du pays.
Dans ce contexte, la faction khmère rouge choisit de ne pas tenir ses engagements, notamment le désarmement de ses troupes, au prétexte que la présence de citoyens vietnamiens au Cambodge contrevient au retrait de toute force étrangère stipulé par les accords de Paris. Les autres formations, qui ont tout à perdre à rompre le processus de paix, décident de rester à la table des négociations où les Nations unies ne peuvent pas contraindre le gouvernement de Phnom Penh, inquiet de voir les partisans de Pol Pot conserver leur pouvoir de nuisance, à démanteler son administration ; tout au plus peuvent-ils proposer leurs moyens logistiques aux partis victimes de tracasseries bureaucratiques dans l’organisation de leur campagne électorale.
Le scrutin s'est finalement déroulé sans heurts majeurs, malgré les menaces proférées par les dirigeants khmers rouges qui avaient juré de tout mettre en œuvre pour perturber le déroulement. Si le FUNCINPEC remporte le plus de voix et de siège, les résultats restent serrés. Le CPP obtient la majorité des voix dans 11 provinces et le FUNCINPEC dans 10. En nombre de sièges, chacun des deux partis décroche la première place dans 9 provinces et sont à égalité dans 3 autres. Toutefois, si la formation royaliste domine 5 des 6 provinces les plus peuplées, elle obtient des résultats honorables dans l’ensemble du pays, profitant de la référence à Norodom Sihanouk et au royaume du Cambodge, considéré comme un âge d’or par la plupart des Cambodgiens. Le CPP de son côté, subit une usure du pouvoir après 14 ans à la tête du pays. Les partis qui se réclamaient proches du modèle américain (le parti démocrate libéral – 1,56 % - et le Parti libéral démocratique et bouddhiste (PLDB) – 3,81 % - essuient un échec cuisant, le second nommé ayant en outre du mal à se démarquer du FUNCINPEC avec qui il partagea les destinées de la « résistance anticommuniste » au régime de la république populaire du Kampuchéa pendant plus de 10 ans.
Inaugurant une pratique qui va perdurer jusqu’à nos jours au sein des formations qui ne gagnent pas les élections, le CPP, qui a gardé la haute main sur l’administration, conteste les résultats et bloque un temps la mise en place de la nouvelle assemblée. Des tractations s’engagent et, par l’entremise de Sihanouk, un compromis est trouvé ; il est prévu de former une direction bicéphale  avec des postes ministériels répartis de manière équivalente entre les deux principales formations. L’assemblée constituante peut alors commencer ses travaux. Elle débute par promulguer dès le 14 juin 1993 une résolution qui replace le prince Sihanouk comme chef de l’État, rétroactivement à 1970, rendant sa déposition du 18 mars 1970 nulle et non avenue,. Peu après, le 24 septembre 1993, la nouvelle constitution est promulguée et Norodom Sihanouk redevient, une quarantaine d'années après son abdication, roi du Cambodge. En conformité avec cette nouvelle constitution, le nouveau roi nomme son fils, le prince Norodom Ranariddh, chef du FUNCINPEC, premier Premier ministre du nouveau gouvernement et Hun Sen, dirigeant du CPP, second Premier ministre.

### La monarchie restaurée
Malgré la fin de la mission onusienne, les projets de reconstruction se poursuivent. Les réformes engagées depuis 1989 (retour à l’économie de marché, reconnaissance du droit à la propriété …) sont complétées par une série de mesures économiques (instauration de réserves obligatoires pour tout organisme de crédit, libéralisation des taux, loi sur l’approbation du budget par l’Assemblée nationale …) destinées à favoriser les investissements étrangers. Les équipements construits pour le personnel de l’APRONUC sont pour leur part reconvertis dans l’industrie du tourisme dont l’essor semble prometteur. Tous ces éléments permettent au pays d’atteindre une croissance qui, sur la décennie 1994-2004, se monte à plus de 60 %. Mais les fruits de ce développement sont inégalement répartis et essentiellement limités aux riverains des principaux axes de communication qui disposent d’un capital.
En fait, l'afflux massif des capitaux de l'aide internationale provoque des tractations entre factions politiques sur les postes à responsabilité qui permettent la redistribution de cette manne financière. Avec le temps, les pourparlers se transforment en surenchères de plus en plus coûteuses pour leurs titulaires qui une fois nommés sont plus soucieux de rentabiliser leur investissement que d’œuvrer pour le bien public. Si ce phénomène n’est pas nouveau, qu’il avait déjà fait l’objet de critiques envers la république khmère et été une des causes du mécontentement qui à la fin des années 1960, avait rythmé la fin du régime de Sihanouk, les sommes en jeu n’ont plus aucune commune mesure avec celles des périodes précitées et donnent à un groupe restreint le pouvoir d’acheter et revendre l’ensemble des ressources du pays.
Néanmoins, l'essor économique s’accompagne également de la réémergence d’une classe moyenne avec de nouveaux besoins de consommation (électroménager, téléphone cellulaire, voitures, loisirs …) qui permettent de développement de nouvelles activités. Des aspirations à une meilleure éducation pour leurs enfants afin de les faire accéder à des postes à responsabilité se font également jour, mais porte en germe une situation à risques déjà observée à la fin du Sangkum, quand de jeunes diplômés abordaient chaque année un marché du travail qui n’avait pas la capacité de leur offrir un poste en adéquation avec leur formation.
Mais si la royauté est restaurée, les troupes khmères rouges poursuivent leurs actions de guérilla, étendant le terrain de leurs exactions pendant la saison des pluies avant de refluer devant les offensives des forces armées royales khmères de la saison sèche, qui doivent à leur tour se retirer quand les routes détrempées par les moussons gênent leurs déplacements.
La question khmère rouge demeurera au cœur de la politique cambodgienne jusqu’à la fin des années 1990. En juillet 1994, les partisans de Pol Pot sont déclarés hors la loi ; Sam Rainsy, le ministre des finances, dénonce cette décision qui renforce le caractère autoritaire du régime, ce qui lui vaudra d’être limogé puis le poussera à créer son propre parti d’opposition en 1995. Au même moment, les cas de responsables de secteur khmers rouges qui détournent une partie des recettes des trafics de pierres et de bois précieux qui sont censés financer la lutte se multiplient. Pol Pot tente de refréner ces pratiques immorales, mais des chefs de groupes de plus en plus nombreux et peu enclins à mettre un terme à un commerce aussi juteux décident de faire défection et de se mettre sous la protection qui du FUNCINPEC qui du CPP, trop heureux de renforcer leurs troupes dans la perspective d’une confrontation qui parait de jour en jour plus inéluctable entre les deux partenaires de la coalition gouvernementale.
En août 1996, un événement aura des répercussions insoupçonnées à l’époque : Ieng Sary, le beau-frère de Pol Pot dont le clivage avec ce dernier s’accroissait de jour en jour, signe un accord au terme duquel lui et ses hommes se rangent sous la bannière du CPP. Hun Sen, reprenant une ancienne tradition, lui délègue l’administration pour le compte du gouvernement de son fief de Pailin transformé pour l’occasion en province autonome.
Le FUNCINPEC, quant à lui, a perdu le soutien de Norodom Sihanouk, notamment à cause de l’implication de ses dirigeants dans la rédaction d’une constitution de 1993 qui donne au roi des pouvoirs plus restreints que ce qu’il aurait espéré. D’autre part, l’espoir de restauration d’une société du Sangkum telle qu’idéalisée dans l’imaginaire de la plupart des Cambodgiens et qui avait permis à la formation royaliste d’arriver en tête des élections est en train de s’estomper. Le ralliement d’Ieng Sary est un coup dur pour le FUNCINPEC qui avait aussi engagé des tractations avec lui et espérait pouvoir utiliser ses partisans pour continuer à peser sur les destinées du Cambodge malgré une défaite aux prochaines élections qui s’annonçait de plus en plus probable.
Ranariddh cherche alors à conclure une alliance avec le haut commandement khmer rouge et aurait même passé un accord avec Khieu Samphân au début de juin 1997. Des émissaires sont envoyés à Anlong Veng, le quartier général de la rébellion, mais Pol Pot les fait arrêter et emprisonner. Dans le même temps, voyant dans ces négociations des actes de trahisons dont il fait peu de doute qu’il en ferait les frais, il fait assassiner Son Sen, son chef de la sécurité, qu’il soupçonnait de mener lui aussi des discussions, et les 12 autres membres de sa famille. Ta Mok, le chef militaire khmer rouge qui avait également entamé des pourparlers, s’inquiète et décide de prendre les devants. Il organise un coup de force contre Pol Pot durant lequel ce dernier est arrêté.
Les négociations entre ce qui reste des Khmers rouges et le FUNCINPEC se poursuivent dans le même temps et, le 3 juillet, un accord est paraphé qui prévoit de réintégrer les Khmers rouges dans un nouveau front uni dirigé par Ranariddh. Mais, le 5 juillet, les hostilités éclatent entre les hommes de Hun Sen et ceux de Ranariddh, alors que ce dernier se trouve en France. Le « Second Premier ministre » fait désarmer les gardes du corps du « Premier Premier ministre » ; des commandos de la garde personnelle de Hun Sen prennent d'assaut une base militaire où des soldats Khmers rouges sont censés avoir été amenés par le FUNCINPEC. La maison de Ranariddh et celles des principaux dirigeants de son parti sont encerclées par la troupe : environ 150 cadres du FUNCINPEC, dont le chef de la police Ho Sok, sont exécutés. Des soldats fidèles à Ranariddh mènent la résistance avant d'être réduits,.
La communauté internationale, contrariée de voir mis à mal un système politique dont l’élaboration lui avait coûté une fortune et qui avait espéré s’en servir comme d’un modèle à exporter dans d’autres pays, décide de prendre fait et cause pour Ranariddh. La Banque mondiale et le Fonds monétaire international suspendent leur aide alors que les Nations unies déclarent le siège du Cambodge vacant et que l’ANASE ajourne l’intégration prévue du royaume khmer.
De son côté, l’influence de la question khmère rouge s’estompe avec la prise d’Anlong Veng par les Forces armées royales khmères en mars 1998 et la mort de Pol Pot le 15 avril de la même année. Les élections qui se déroulent quant à elles en juillet consacrent comme prévu la victoire du CPP et le déclin du FUNCINPEC. La surprise vient du score honorable du Parti Sam Rainsy (14 % des voix et 15 sièges) créé 3 ans auparavant, qui a su attirer les classes moyennes et populaires des milieux urbains. Dans la nouvelle assemblée, 64 des 122 élus se réclament du parti de Hun Sen, mais d’après l’article 90 de la constitution, le nouveau gouvernement doit être approuvé par une majorité des deux tiers des députés,. Seuls les 43 sièges détenus par le FUNCINPEC peuvent permettre au CPP de former un nouveau gouvernement de coalition, mais Ranariddh choisi de contester le résultat des élections, de s’allier à Sam Rainsy et de bloquer les institutions. Les donateurs internationaux, inquiets des répercussions de la crise économique asiatique, préfèrent ne pas alimenter de nouveaux troubles au Cambodge et reconnaissent dans leur ensemble le résultat des urnes. La situation ne s’apaisera qu’en novembre avec la création d’un Sénat et, par une relation de cause à effet de nouveaux postes à attribuer. Toutefois, dans cette nouvelle coalition, la prépondérance du CPP, de facto depuis 1997, devient de jure : Hun Sen est maintenant le seul Premier ministre ; Ranariddh hérite de la présidence de l’Assemblée nationale, mais ce poste ne donne plus le rôle de chef de l’État par intérim pendant les absences du roi, la fonction restant toujours dévolue à Chea Sim, nommé à la tête du nouveau Sénat. Le semblant de stabilité retrouvée permet de rassurer les donateurs internationaux qui débloquent les projets de reconstruction gelés depuis plus d’un an et le Cambodge rejoint l’ANASE en 1999.
L’hypothèque khmère rouge est définitivement levée avec le ralliement de Khieu Samphân et Nuon Chea en décembre 1998, l’arrestation de Ta Mok et ses derniers fidèles en mars 1999, enfin la signature en mai 1999 d’un accord entre le gouvernement cambodgien et les Nations unies, pour la mise en place d’un tribunal chargé de juger les anciens dirigeants du Kampuchéa démocratique.
Ce changement va s’accompagner d’un basculement politique quant à la conduite à tenir vis-à-vis de la question. Hun Sen encore peu avant adepte de la manière forte, n’hésitant pas à envoyer l’armée contre les repères khmers rouges, milite maintenant, au nom du fragile équilibre qui vient d’être trouvé, pour que seuls un nombre restreint d’anciens dirigeants du Kampuchéa démocratique soient inquiétés. Sam Rainsy et Norodom Ranariddh ont longtemps voulu privilégier le dialogue avec les partisans de Pol Pot et, au moins pour le premier nommé, leurs militants veulent à présent que soient également jugés les anciens cadres intermédiaires khmers rouges qui pour beaucoup ont rejoint l’administration actuelle du pays,.
En février 2002, les premières élections municipales se soldent par une victoire du CPP (60 % des suffrages) et les législatives de 2003 confirment la tendance. Le parti de Hun Sen rafle ainsi 73 des 123 sièges, manquant de peu les 81 députés qui lui auraient permis de gouverner seul. Le FUNCINPEC, poursuit son déclin, talonné par le PSR qui s’affirme comme une force d’opposition. Suivant un scénario maintenant bien huilé, les partis minoritaires à l’assemblée rejettent les résultats du scrutin et forment une coalition. Le 25 juin 2004, alors que la crise durait depuis près d’un an, Ranariddh décide brusquement de rompre avec le PSR et d’accepter de former avec le CPP un nouveau gouvernement ; s’il retrouve son siège de président de l’Assemblée nationale, son parti sort affaibli de l’épreuve et ne tarde pas à se déchirer en factions rivales qui vont finalement grossir les rangs des deux autres partis représentés au parlement. Les troubles ont une nouvelle fois montré les effets pervers de la nécessité de réunir au moins deux tiers des députés pour former un gouvernement et une réforme constitutionnelle ramènera en mars 2006 le quorum exigé à une simple majorité absolue.
Peu après, le 7 octobre 2004, Norodom Sihanouk abdique et laisse le trône à son fils Sihamoni sans que, comme ce fut trop souvent le cas dans l’histoire du Cambodge, cela ne remette en cause les institutions ou déclenche une crise de succession.
Un sujet ô combien sensible va bientôt resurgir sur le devant de la scène politique à l’occasion de la signature, le 10 octobre 2005, d’une convention sur la délimitation de la frontière entre le Cambodge et le Viêt Nam. Outre la résolution de problèmes liés aux commerces pas toujours licites dans les zones dont la souveraineté est mal définie, le traité doit aussi mettre un terme aux empiétements vietnamiens réels ou supposés dans le royaume khmer. Il s’agit en fait de la première reconnaissance par une entité cambodgienne officiellement indépendante de la perte, près de deux siècles plus tôt, des territoires constituant le sud de l’actuel Viêt Nam. L’opposition dénonce une collusion entre le gouvernement de Phnom Penh et celui de Hanoï – qui avait mis au pouvoir les dirigeants du premier  un quart de siècle plus tôt – au détriment du territoire khmer. La tension atteindra son paroxysme en octobre 2009, quand Sam Rainsy déterrera une borne frontière provisoire mise en place par la commission de délimitation. L’évènement, relayé par la presse, vaudra au leader de l’opposition un exil de trois ans et diverses condamnations par contumace prononcées par les tribunaux cambodgiens. La délimitation arrivera néanmoins à son terme avec la pose, le 12 juin 2012 de la dernière borne, entre les provinces de Kampot et Kiên Giang.
Dans le même temps, le déclin du FUNCINPEC crée une bipolarisation de la vie politique avec d’un côté le gouvernement et de l’autre une opposition farouche qui multiplie les dénégations contre les premiers. Ces attaques se concluent fréquemment devant les tribunaux, mais les condamnés peuvent compter sur une amnistie qui arrivera, sous la pression de la communauté internationale et au nom du pluralisme, avant la prochaine campagne électorale.

## Constitution
La constitution en vigueur au Cambodge a été promulguée le 21 septembre 1993 par l’assemblée élue en mai de la même année, conformément aux engagements pris en 1991 lors des accords de Paris par les différentes factions cambodgiennes. Si elle est le fruit d’un compromis entre les deux principaux partis représentés (FUNCINPEC et CPP), elle avait également bénéficié du soutien logistique et opérationnel de l’APRONUC.
En fait, contrairement à l’habitude qu’ont les états de définir eux-mêmes leurs compétences et leurs règles de fonctionnement, dans le cas du Cambodge, elles ont été fixées et sont garanties par les différents pays et organismes signataires des accords de Paris de 1991. Le volet initial concerne la souveraineté et l’indépendance du pays qui se retrouve dès le premier alinéa de la constitution et à d’autres occasions, notamment les articles 55 et 92 qui affirment que tout traité ou discussion de l’Assemblée qui irait à l’encontre de ce principe se voit automatiquement frappé de nullité. Cette souveraineté est ainsi cautionnée par les puissances étrangères et elles gardent un droit de regard sur l’évolution politique du pays comme le rappelait le 10 juin 1993 le secrétaire général des Nations unies dans son rapport sur le déroulement et le résultat des élections au Cambodge lorsqu’il déclarait que la communauté internationale continuerait à aider les futurs dirigeants à mettre en place « une société régie par le droit dans laquelle les droits de l’homme et les libertés fondamentales sont respectés ». Ainsi, si le gouvernement cambodgien venait à se soustraire aux obligations issues des accords de Paris, les états signataires et l’organisation des Nations unies seraient toujours en droit de prendre des « dispositions appropriées ». Les grands principes démocratiques sont donc garantis et l’article 51 stipule que le « royaume du Cambodge pratique un régime politique de démocratie libérale pluraliste » et consacre la séparation des pouvoirs chère à Montesquieu. En outre, sont énoncés une série de droits et devoirs du citoyen khmer . Il doit « respecter les principes de la souveraineté nationale et de la démocratie libérale pluraliste » ainsi que « le bien public et la propriété privée légale », tout en étant « maître de la destinée de son pays » et en exerçant le pouvoir « par l'intermédiaire de l'Assemblée nationale, du Sénat, du gouvernement royal et des juridictions ». Il peut aussi « dénoncer, porter plainte ou réclamer des réparations » auprès des tribunaux s’il s’estime victime d’abus de pouvoir de la part d’un fonctionnaire et toute requête de sa part « doit être minutieusement examinée et résolue par les organes de l'État », même si les questions relatives à la constitutionalité d’une loi ne peuvent l’être que par l'intermédiaire des députés, du président de l'Assemblée nationale, des sénateurs ou du président du Sénat. Les droits de l'homme ne sont pas pour autant oubliés ; ils sont évoqués dans l’article 31 qui en outre prône l’égalité devant la loi « sans distinction de race, de couleur, de sexe, de langue, de croyances, d'opinions politiques, d'origine de naissance, de classe sociale, de fortune ou d'autres situations ». De plus, le trafic des êtres humains et la prostitution sont interdits. Quelques limites sont toutefois fixées à ces règles. Ainsi il est précisé que ces droits et libertés ne doivent pas porter atteinte à ceux d’autrui et s’exercent « dans les conditions fixées par la loi ». Si quelques opposants regrettent que ces dispositions puissent être utilisées par le gouvernement pour asseoir son autoritarisme, elles sont présentes dans nombre de documents et traités similaires faisant foi au niveau international, notamment l’article 30 de la déclaration universelle des droits de l'homme.
Le deuxième principe directement issu des accords de Paris concerne la neutralité du pays. Le concept est clairement défini dans l’article 53 de la constitution et semble directement hérité de la période qui a suivi l’indépendance et qui a été officialisé par le Kram du 14 novembre 1957.
Le troisième volet issu des accords de Paris concerne l’intégrité territoriale traité par l’article 2 qui définit l’inviolabilité du Cambodge « dans ses frontières délimitées sur les cartes à l'échelle 1/100.000 établies entre les années 1933-1953 et internationalement reconnues entre les années 1963-1969 ». Mais, contrairement aux deux autres sujets précédemment cités, celui-ci reste hautement sensible. Dans l’histoire récente du pays, deux tentatives ont déjà été conduites en ce sens ; c’est tout d’abord Norodom Sihanouk qui en 1966 demande à la communauté internationale d’approuver le Cambodge « dans ses frontières actuelles », puis, dans les années 1980, la république populaire du Kampuchéa qui signe plusieurs traités avec son voisin et protecteur vietnamien pour s’accorder sur une délimitation de leurs territoires respectifs. Dans les deux cas, leurs initiateurs ont essuyé des critiques véhémentes, les accusant de brader des parcelles du pays. En fait, entériner ces frontières revient à abandonner définitivement toute idée de revendication irrédentiste sur des régions perdues au fil du temps.
Il n’en demeure pas moins qu’à côté de ces obligations, les traditions « socialisantes » nés des régimes précédents n’avaient pu être ignorées, notamment de par les 51 sièges obtenus à l’assemblée constituante par le parti du peuple cambodgien regroupant les dirigeants de l’ancienne république populaire du Kampuchéa, et les 58 du FUNCINPEC qui ne pouvait totalement renier l’héritage « socialiste bouddhique » du Sangkum Reastr Niyum. Ainsi, la constitution se contente plus de définir des objectifs à atteindre à plus ou moins long terme que de fixer des dogmes. De même, si le droit à  l’économie de marché et la liberté des échanges sont confirmées, l’État garde la haute main sur l’exploitation des matières premières et « veille à l’organisation des marchés ». En outre, si le droit à la propriété est affirmé, l’État conserve le privilège de gérer « le sol, le sous-sol, les montagnes, la mer, les fonds marins, les fonds sous-marins, les côtes, l'espace aérien, les îles, les fleuves, les canaux, les rivières, les lacs, les forêts, les ressources naturelles, les centres économiques et culturels »... et se réserve un droit d’expropriation « si l'utilité publique l'exige » ; d'autre part, « seule une personne physique ou morale de nationalité khmère, a droit à la propriété foncière ». De plus, une part important des textes concerne les droits sociaux ; le droit au travail est reconnu, ainsi que celui de faire grève, tant que ce dernier s’exerce « dans le cadre de la loi ». La constitution insiste également sur l’égalité de salaire – à travail égal – entre les femmes et les hommes et l’obligation pour l’État de créer des garderies et une « éducation de qualité à tous les niveaux ».
La religion n’est pas en reste non plus, figurant d’ailleurs dans la devise du pays (Nation Religion Roi). Le bouddhisme et reconnu comme religion d’État, même si la liberté de culte est reconnue, tant qu’elle ne porte pas atteinte « aux autres croyances ou religions, à l'ordre et à la sécurité publique » du royaume. Si depuis le début du XXe siècle, les pagodes ne sont plus les seuls centres d’enseignement, que l’État se doit d’instituer « un système éducatif complet et unifié dans l'ensemble du pays », il doit aussi encourager « le développement des écoles du Pali et l'enseignement bouddhique ». De plus, les vénérables des deux principaux ordres bouddhistes (Maha Nikaya et Dhammayuttika Nikaya) sont membres de droits du conseil du Trône chargé de choisir un nouveau souverain en cas de mort ou d’abdication du roi.
Mais, comme le regrettait Christian Lechervy, chargé de mission auprès du ministère français de la défense nationale, les constituants n’avaient pas su – ou voulu – tenir compte de certaines réalités cambodgiennes lors de la rédaction des articles et les textes, loin de fixer des règles de gouvernance, seront – au moins dans l’esprit – ignorés quand ils iront à l’encontre des intérêts des dirigeants de tout bord. La mise en place du Sénat est de ce point de vue caractéristique. Alors que rien n’avait été prévu par l’Assemblée constituante quant à la création d’une chambre haute, il semble communément admis que sa mise en place en 1999 ne répondait pas à un manque législatif mais plus au besoin de créer des postes à responsabilité pour régler les troubles consécutifs aux élections de 1998. Enfin, l’amendement constitutionnel qui en a découlé a purement et simplement été ignoré quand, pour régler la crise post-électorale de 2003, le Sénat ne sera pas renouvelé l’année suivante comme il aurait dû l’être.

## Partis politiques et élections
Si des partis politiques ont bien adhéré aux idéologies marquantes de la seconde partie du XXe siècle (marxisme, léninisme, maoïsme, libéralisme, tiers-mondisme, droit-de-l'hommisme …) ils l’ont souvent fait moins par conviction que par opportunisme, afin de s’attacher des soutiens à l’international.
Les formations politiques sont en fait essentiellement régies par la loi du 18 novembre 1997. Son article 2 définit le parti comme « un groupe de personnes animées par les mêmes idées et les mêmes intentions qui se réunissent volontairement en créant contractuellement une organisation ayant un caractère permanent et autonome en vue de participer à la vie politique nationale conformément au régime de la démocratie libérale pluraliste par le moyen d’élections libres et justes selon les prescriptions de la constitution et des lois en vigueur ». L’article 9 pour sa part définit qu’un « groupe d’au moins quatre-vingts Cambodgiens, âgés d’au moins 18 ans et ayant leur résidence permanente dans le royaume, a le droit de créer un parti politique par simple déclaration écrite au ministère de l’Intérieur ». « Dans un délai de quinze jours, le ministère de l’Intérieur doit accuser réception par écrit de cette déclaration. À l’expiration de ce délai, le ministère de l’Intérieur est considéré comme ayant reçu la déclaration ». Enfin, l’article 28 permet aux partis qui présentent des candidats à une élection d’envoyer lors d’un scrutin un observateur inscrit sur les listes électorales dans chaque bureau de vote pour vérifier le bon déroulement des opérations. En contrepartie, ils doivent se conformer à un code de conduite édicté par le Comité National des élections.
De fait, si de 2008 à 2013 on comptait encore cinq partis à l’assemblée nationale, leur nombre s’est depuis réduit à deux, accentuant la tendance à une bipolarisation à l’anglo-saxonne et laissant peu de place aux autres formations et à des voies médianes entre un soutien inconditionnel ou une opposition farouche au pouvoir en place.
Les discussions politiques quant à elles manquent cruellement de débats d’idées et se limitent encore trop fréquemment à des échanges d’injures qui finissent par des procès en diffamation,,.
Les crises qui émergent après chaque élection législative sont, de ce point de vue, symptomatiques. En effet, contrairement aux pays occidentaux où dans la plupart des cas, une fois connu le résultat, le vaincu reconnait sa défaite et généralement félicite son vainqueur pour sa victoire, il est ici de coutume, pour les partis qui obtiennent des scores en deçà de leur espérance de contester le verdict des urnes en invoquant des fraudes et autres irrégularités. Comme un scénario bien huilé, une crise se développe alors qui bloque les institutions et qui permet à chaque camp de jauger ses forces et celles de son adversaire ; le Parti du peuple cambodgien en profite pour s’assurer de son influence sur l’administration locale et ses opposants pour vérifier le soutien diplomatique dont ils peuvent bénéficier de l’étranger. Dans le même temps des tractations s’engagent et les troubles se résorbent au bout d’un moment, généralement par une distribution de postes gouvernementaux ou honorifiques. Ces pratiques, destinées à donner un semblant de conformité aux normes internationales, débouchent sur des situations absurdes telle la création de gouvernements pléthoriques ; celui en place en 2013 comportait ainsi, pour un pays de 15 millions d’habitants, pas moins de 55 ministres, 179 secrétaires d’État et un nombre inconnu de sous-secrétaires d’État.
De fait, même si le Comité national des élections (CNE), chargé de superviser les différents suffrages cambodgiens, se déclare neutre et indépendant, l’opposition au gouvernement actuel l’accuse de partialité et d’être contrôlé par le Parti du Peuple Cambodgien. Depuis les élections municipales de 2017 (en), le nombre de membres est de neuf, quatre choisis par la majorité gouvernementale, quatre autres par les partis présents à l’Assemblée nationale mais pas dans le gouvernement, le dernier d’un commun accord entre les deux tendances. Aux échelons inférieurs (provinces, communes, bureaux de vote) les organisateurs devraient, de par la loi, être choisis parmi la population par le CNE au terme d’une procédure publique. En fait, les personnes assignées aux scrutins précédents sont généralement reconduites sans réelles discussions. Pour les élections de 2013 par exemple, les participants ont suivi des formations à la nouvelle loi électorale avant même d’être formellement nommés. D’autre part, le CNE délègue une partie de ses prérogatives aux administrations locales. Ainsi, ce sont les conseils communaux qui s’occupent des inscriptions sur les listes. Comme en 2013, 97 % des municipalités étaient contrôlées par le CPP, une telle prédominance ne peut qu’alimenter les rumeurs, fondées ou non, d’abus de toutes sortes. Il faut néanmoins reconnaître que le code des élections, qui fait plus de 700 pages dans le cas des législatives, n’est pas forcément abordable par l’ensemble des agents présents jusque dans le plus petit bureau, quand bien même une formation leur est dispensée.
L’attribution du droit de vote est quant à lui régi par l’article 50 de la loi électorale du 26 décembre 1997 ; il est octroyé à toute personne de nationalité cambodgienne âgée d’au moins 18 ans au jour du scrutin, domiciliée au Cambodge et qui ne doit pas faire l’objet d’une mise sous tutelle, d’une mesure d’emprisonnement ou être aliénée. Enfin, le demandeur doit s’inscrire lui-même sur les listes électorales. Toutefois, cette immatriculation est source de problèmes récurrents. Les postulants ne peuvent en effet s’enregistrer, ou vérifier qu’ils le sont, chaque année, qu’entre septembre et octobre, auprès de leur résidence principale. Le choix de cette période, en pleine saison des pluies, quand l’état des routes rend difficile l’accès à de nombreuses zones rurales, handicape sérieusement les saisonniers et les migrants qui n’ont pas les moyens ni le temps de revenir dans leur région d’origine. Une fois sur place, si le candidat – comme la plupart des Cambodgiens – ne dispose pas d’une carte d’identité, il lui faudra prouver son âge, sa nationalité ainsi que son lieu de résidence et l’énoncé des documents faisant foi est tellement flou qu’en fait l’opération se fait le plus souvent au bon vouloir de l’employé chargé de l’enregistrement. Ensuite, ces données manuscrites sont transmises au CNE qui les compile et établi les listes finales. D’après plusieurs organisations non gouvernementales proches de l’opposition, les erreurs de transcriptions seraient fréquentes et il n’est pas rare que l’accès au scrutin soit refusé à des personnes dont l’inscription aurait été mal enregistrée.
Depuis  1993, le mode adopté est un bulletin unique sur lequel apparaissent les différentes listes en présence symbolisées par leurs noms et leurs logos dans un ordre tiré au sort au début de chaque campagne. Dans les circonscriptions où toutes les listes ne sont pas présentées, l’emplacement de celles qui ne proposent pas de candidat est laissé en blanc. Le bulletin se retrouve dans une taille si importante qu’une fois que l’électeur a coché la case correspondant à son choix, il doit le plier en quatre pour le mettre dans l’urne.
La prééminence du CPP le conduit aussi à utiliser les structures des administrations centrales et locales pour mener ses campagnes. Il n’est ainsi pas rare de voir des permanences du parti au pouvoir dans des bâtiments publics et des fonctionnaires s’y transforment en agents électoraux, parfois pendant leurs heures de travail. D’autre part, l’opposition relève plusieurs cas où de hauts gradés de l’armée et de la police, voire des juges, sortent de leur devoir de réserve et participent à des réunions électorales en faveur de la formation gouvernementale.
Enfin, pour les élections législatives, le mode de scrutin proportionnel au niveau provincial présente in fine les mêmes caractéristiques que le système majoritaire, permettant de dégager plus facilement une majorité stable, mais au détriment d’une représentation fidèle des forces en présence qu’offrirait une proportionnelle intégrale. De plus, si le nombre de sièges par province a été estimé dans le passé en fonction du nombre d’électeurs potentiels, l’opposition se plaint que cette répartition n’est pas réactualisée et désavantage les régions industrialisées où l’essor démographique a surtout concerné les classes moyennes et ouvrières, traditionnellement hostiles au CPP. En outre, le découpage par province amène également certaines disparités. Ainsi, en 2013, le député de Preah Vihear représente 260 034 votants alors que son homologue de Kep se contente de 42 838 électeurs.

## Monarchie
Le Cambodge est une monarchie constitutionnelle ; si le roi, officiellement chef de l’État, règne mais n’exerce pas le pouvoir, il est, de par la constitution, le « symbole de l'unité et de la continuité nationales ».
La couronne cambodgienne ne se transmet pas par hérédité, mais est élective. Le nouveau roi est désigné par le Conseil du trône, constitué des présidents de l’Assemblée nationale et du Sénat, du Premier ministre, des chefs des ordres Maha Nikaya et Dhammayuttika Nikaya, des 2 premiers vice-présidents de l’Assemblée nationale et du Sénat. Ce comité se réunit dans la semaine suivant la mort ou l’abdication du roi pour en désigner un nouveau parmi des candidats d’ascendance royale. Durant ce laps de temps, ou en cas de maladie grave du roi attestée par des médecins nommés par le premier ministre et le président de la chambre basse, la régence est assurée par le président du Sénat, ou si celui-ci est également dans l’impossibilité d’exercer cette mission, par le président de l’Assemblée nationale.
La constitution se soucie également de l’épouse du roi, qui doit se cantonner dans « des tâches d'intérêt social, humanitaire, religieux » et seconder son époux. Elle ne peut « s'impliquer dans la politique, exercer une fonction étatique ou gouvernementale ni un rôle administratif »,.

## Pouvoir exécutif
| Fonction         | Nom              | Parti | Depuis          |
| ---------------- | ---------------- | ----- | --------------- |
| Roi              | Norodom Sihamoni |       | 14 octobre 2004 |
| Premier ministre | Hun Manet        | CPP   | 22 août 2023    |

Après chaque élection, le roi doit choisir un premier ministre parmi les membres de l’Assemblée nationale appartenant au parti vainqueur du suffrage. Une fois ce dernier nommé, il choisit à son tour ses ministres qui ne sont pas obligatoirement députés mais doivent adhérer à un des partis représentés dans la chambre basse. Le nouveau gouvernement doit alors obtenir l’assentiment de l’Assemblée nationale à la majorité absolue.
Les principaux dirigeants actuels sont au pouvoir depuis la chute du régime khmer rouge en 1979. Pour maintenir leur puissance, ils s’appuient sur un réseau de clientélisme qui fait la part belle aux clans familiaux. Cette prédominance leur a par exemple permis de prendre le contrôle de la plupart des médias nationaux, telle la télévision dont les propriétaires de chaines ont tous des liens familiaux avec le pouvoir. Si, comme évoqué dans le contexte historique, ces pratiques n’ont rien de nouvelles au Cambodge, elles se distinguent des cas précédents par ce que certaines sources qualifient de prédations. En fait la libéralisation de l’économie post-communiste au début des années 1990 a permis aux gouvernants de disposer de ressources dont aucun groupe n’avait jusqu’alors pu bénéficier, ressources utilisées à conforter les réseaux clientélistes précités. Le pouvoir, bien qu’autoritaire, ressort de fait affaibli par ses dépendances. Ainsi, quand la communauté internationale presse le premier ministre d’agir contre les expulsions forcées de villageois, il doit se contenter de menaces qui, si elles étaient suivies d’effet, le priveraient d’une partie de ses soutiens.

## Pouvoir législatif
Le pouvoir législatif est exercé par un parlement bicaméral.
Si d’après la constitution l’initiative des lois est partagée entre les parlements et le gouvernement, l’essentiel en revient à ce dernier qui avant de soumettre un projet le fait préparer par le cabinet ministériel compétent et revoir par un groupe de juristes. Le fait que ni les députés ni le sénat ne disposent de tels moyens ni de ces compétences peut expliquer le faible nombre de textes dont ils sont à l’origine ou qui donnent lieu à de réelles discussions. Leur rôle se trouve en réalité limité à un simple enregistrement de lois – dont l’application est par ailleurs laissée à l’appréciation des dirigeants politiques - et l’opposition ayant du mal à faire part de ses récriminations au parlement se trouve acculée à des méthodes peu orthodoxes pour être entendue telles les manifestations de 2013-2014 qui avaient bloqué les institutions pendant une année ou l’arrachage d’une borne provisoire par Sam Rainsy en 2009 pour protester contre la délimitation de la frontière khméro-vietnamienne entérinée par les gouvernements des deux pays concernés.

### Assemblée nationale
L'Assemblée nationale du Cambodge (Radhsaphea Ney Preah Reacheanachak Kampuchéa) compte 123 membres élus pour un mandat de cinq ans au suffrage proportionnel.
Les lois adoptées par le parlement sont transmises au roi pour promulgation.
L’Assemblée nationale a le pouvoir de révoquer un ministre ou l’ensemble du gouvernement à la suite d’un vote de défiance devant recueillir la majorité absolue des voix. Le gouvernement devrait ainsi dépendre de l’Assemblée, mais dans les faits, à cause notamment du poids des partis dans le choix des candidats aux élections, le rapport de force est inversé et la réalité du pouvoir s’exerce au sein du conseil des ministres.

### Sénat
Le Sénat a été créé par la révision constitutionnelle de mars 1999.
Les sénateurs doivent être âgés d’au moins quarante ans au moment de leur nomination. Deux d’entre eux sont désignés par le roi, deux autres par l’Assemblée nationale, le reste au scrutin indirect.
Leur mandat est fixé à six ans et leur nombre ne doit pas excéder la moitié de celui des membres de l’Assemblée nationale. En 2013, Le Sénat comptait 61 membres.
Son rôle est d’examiner les lois adoptées en première lecture par l’Assemblée nationale et d’émettre au besoin des propositions d’amendement qui devront être à nouveau approuvés par la chambre basse avant que le texte ne soit définitivement promulgué.
En fait, le Sénat ne peut que retarder la promulgation d’une loi que les députés voudraient imposer.
Son président est le deuxième personnage de l’État et remplace le roi dans ses fonctions officielles quand il en est empêché.
Enfin, et là aussi contrairement aux députés, rien dans la constitution n'est prévu pour permettre au Sénat de démettre le gouvernement.

## Pouvoir judiciaire
Le droit cambodgien se heurte régulièrement à un manque de moyens autant financiers qu’humains, ferment d’une corruption et d’un clientélisme qui le rongent comme les autres éléments de la société. La difficulté d’accès pour les plus humbles favorise d’autre part la résistance des méthodes traditionnelles de résolution des conflits, basées sur l’entremise d’une personne dont l’autorité morale n’est contestée par aucune des deux parties (chef de village, de district, de pagode …), créant un système à deux vitesses, l’un, officiel, réservé aux étrangers et aux élites urbaines, l’autre, informel, pour la majeure partie de la population.
Le système officiel a été pour sa part profondément remanié au début des années 1990, grâce à une aide internationale massive. Mais la diversité des donateurs aboutit à une certaine cacophonie, chacun semblant plus soucieux d’imposer ses vues que de veiller à la cohérence des textes proposés avec ceux des autres intervenants, voire de mener des études sociologiques pour s’assurer qu’ils sont adaptés au contexte local. Ainsi le projet de création d’un tribunal de commerce sous l’égide de la banque mondiale doit-il être stoppé au dernier moment car les procédures qu’il prévoyait allaient à l’encontre des règles des droits civil et pénal préparés par les Japonais et les Français. Ces disputes se déplacent de surcroît fréquemment vers les administrations locales, créant des querelles par procuration, comme pour les débats sur la mise en place du rôle des juges d’instruction voulu par le ministère de la justice soutenu par la France mais combattu par celui de l’intérieur (en) aidé par les pays anglo saxons qui y voit une limitation du pouvoir de la police dans la conduite des enquêtes criminelles. Il en résulte des lois adoptées avec parcimonie et où le manque de volonté politique régulièrement invoquée pour expliquer cette lenteur ne semble pas en être la seule raison.
De fait, le jugement porté en 2006 par Antoine Fontaine, chef de projet de l’ambassade de France pour la coopération juridique auprès de l’université royale de droit et des sciences économiques de Phnom Penh, comme quoi « le chemin qui mène à l’état de droit est encore long et le Cambodge commence à peine à l’emprunter » est toujours d’actualité une dizaine d'années plus tard.

## La presse et les médias
Si dans certains pays la presse et les médias sont considérés comme un quatrième pouvoir à même de contrebalancer celui de l’exécutif, du législatif ou du judiciaire, cela ne semble pas s’appliquer au Cambodge.
Avec l’ensemble des chaînes de télévision et la majorité de celles de radio aux mains des proches du pouvoir conjugué à l’obligation d’obtenir une autorisation du ministère de l’intérieur pour émettre, peu d’espace est laissé aux idéologies en désaccord avec celle des dirigeants. Une étude menée par plusieurs organisations proches de l’opposition portant sur la couverture de la campagne électorale de 2013 par les 3 principales chaines de télévisions locales (TVK, CTN et Bayon Television (en)) montre que le CPP avait monopolisé 47 % du temps d’antenne – avec une pointe à 88 % sur Bayon, détenue par Hun Mana, fille du Premier ministre Hun Sen, contre 16 % à son rival du Parti du sauvetage national du Cambodge, les miettes restantes se partageant entre les 6 autres partis en lice. Toutefois, cette prédominance est mise à mal depuis le début des années 2010 par l’émergence des réseaux sociaux qui s’affranchissent des contraintes relevées ci-dessus. Mais cette possibilité est régulièrement entravée par des mesures du gouvernement visant à bloquer certains sites et à fermer des cybercafés,.
Concernant la liberté de la presse, les organisations Freedom House et Reporters sans frontières dépeignent une vision peu reluisante du Cambodge quant à ce domaine,, mais ce jugement doit être pondéré. Ainsi, si par la voix de son vice-président, l’Overseas Press Club of Cambodia estime que la liberté de la presse semble plus être considérée par les gouvernants comme un privilège qu’ils octroient et révoquent à leur guise en fonction des événements, il reconnait toutefois que la situation du royaume khmer est meilleure que dans d’autres pays de la région. Ainsi, au classement de Reporters sans frontières de 2005, le royaume khmer se classe devant ses partenaires de L’ANASE,. De plus, avec, en 2008, quelque 400 titres qui contrairement à bon nombre de pays occidentaux, ne sont pas concentrés entre quelques grands groupes, le secteur peut être considéré comme florissant. Toutefois, cette multitude amène parfois, notamment dans la presse en langue cambodgienne, des dérives difficilement envisageables en occident. Ainsi, pour certains journalistes la cause qu’ils défendent l’emporte sur la recherche de la vérité ; la critique se limite alors aux insultes et les investigations à reporter les rumeurs qui vont dans le sens de leurs convictions sans chercher à en vérifier l’exactitude. En contrepartie, la réponse aux attaques, fondées ou non, se fait encore trop souvent par des voies extra-judiciaires et il n’est pas rare que les journalistes subissent des actes d’intimidations ou de violence pouvant aller jusqu’au meurtre, de la part de ceux dont ils dévoilent les turpitudes - trafic de bois précieux, spoliation de terrains … - sans que les auteurs de ces exactions ne soient inquiétés.

## Galerie de dirigeants actuels

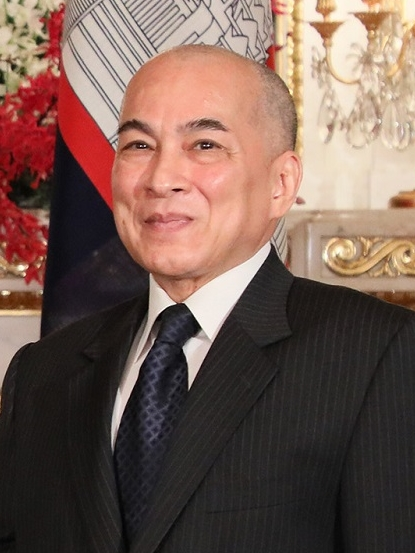
Norodom Sihamoni monarque 2004-présent
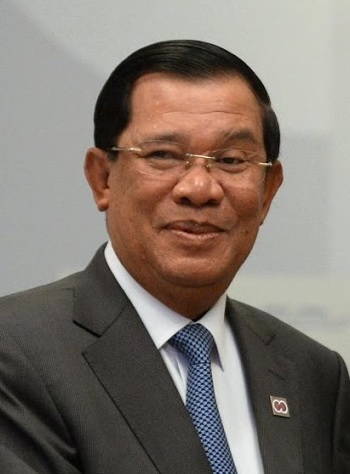
Hun Sen, PM 1985-1993, 1998-2023 pdt du CPP/PPC depuis 2015 pdt du Sénat depuis 2024
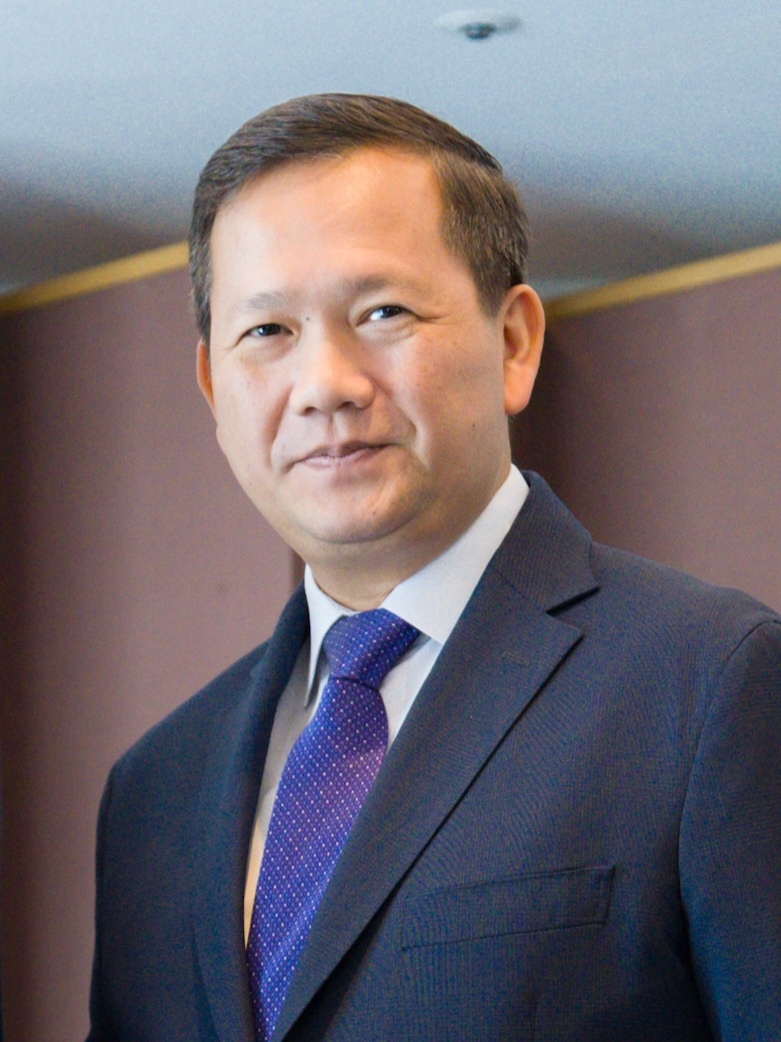
Hun Manet PM 2023-présent
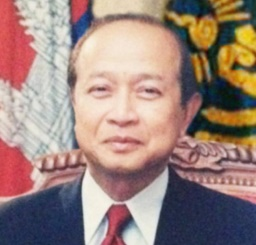
Norodom Ranariddh pdt du Funcinpec 2015-2021